# MEF2C
MEF2C (اختصارًا لاسم Myocyte-specific enhancer factor 2C) هو بروتين في البشر يُشفر عبر جين MEF2C. يعد أيضًا عامل نسخ ضمن عائلة Mef2.

## روابط خارجية
- MEF2C+protein,+human في المكتبة الوطنية الأمريكية للطب نظام فهرسة المواضيع الطبية (MeSH).

- FactorBook MEF2C